# Johann Philipp Siebenkees
Johann Philipp Siebenkees (né le 4 octobre 1759 à Nuremberg et mort le 25 juin 1796) est un philosophe allemand du XVIIIe siècle.

## Biographie
Johann Philipp Siebenkees étudie la théologie, la philosophie et la philologie à l'université d'Altdorf. En 1791 il y devient maître de conférences en philosophie et professeur titulaire en langues en 1795. Il a également enseigné l'archéologie. Il participa au titre de l'Academiae volscorum veliternae socio de Nuremberg à des travaux relatifs aux inscriptions du musée Borgiano Velitris à Rome 
Il a été suggéré qu'il est responsable de l'invention de la vierge de fer.
Johann Philipp Siebenkees était un cousin du poète Johann Christian Siebenkees (en).
Il meurt d'une attaque en 1796.